# Édouard Deperthes
Pierre Joseph Édouard Deperthes (né le 31 juillet 1833 à Houdilcourt dans les Ardennes, mort le 23 juillet 1898 à Reims, inhumé à Paris au cimetière du Montparnasse) est un architecte français.

## Biographie
Il est le fils de Jeanne Romagny, mariée à Remi Deperthes, ses parents sont cultivateurs et il fait ses études à l’École des frères de Saint-André. Élève de Narcisse Brunette, il entre en 1856 comme conducteur de travaux à la mairie de Reims et loge au 12 de l'esplanade Cérès. Place qu'il quitte vers 1861, puis architecte de l’Hôtel de ville de Paris, chevalier de la Légion d’honneur en 1882, membre de l’Académie nationale de Reims, il fut architecte en chef de la ville de Brest pendant six ans à partir de 1869, membre du jury pour l'exposition universelle de 1878. Il est le père de Jules Deperthes également architecte.

## Œuvres
- Hôtel de ville de Paris ;
- Halles et église Saint-Martin à Brest (1870) ;
- Fontaine Jean-Baptiste de La Salle, place Saint-Clément à Rouen (1875) ;
- Basilique de Sainte-Anne-d'Auray (1866-1877) ;
- Prieuré de Binson à Châtillon-sur-Marne (1877) ;
- Église Saint Patern de Séné dans le département du Morbihan (1878) ;
- Fontaine-réservoir Sainte-Marie à Rouen (1879) ;
- Fontaine à la mémoire de Joseph Pobéguin à Cléguérec (1882) ;
- Statue d’Urbain II à Châtillon-sur-Marne (1887) ;
- Monument du comte de Chambord à Sainte-Anne-d'Auray (1891) ;
- Monument de la Fédération bretonne-angevine de 1790, sculpture en bronze, Édouard Deperthes et son fils, Génie de la Liberté par Le Goff, relief du Serment des volontaires par Léon Chavalliaud, qui a achevé l’œuvre de Legoff, à Pontivy (1892)[2],[note 1],[3] ;
- Chapelle de l'hôpital Auban-Moët d'Épernay (1893)[4] ;
- Église Saint-Pierre-Saint-Paul à Épernay (1897)[5] ;
- Grand séminaire de Châlons-sur-Marne (1897-1902).
- Agrandissement de la salle à manger et création du hall près du Grand hôtel des thermes à Plombières-les-Bains (1908)[6].

Série de dessins à propos d'archéologie publié en 1861 par l'Académie nationale de Reims puis sous forme de cartes postales.

### Images

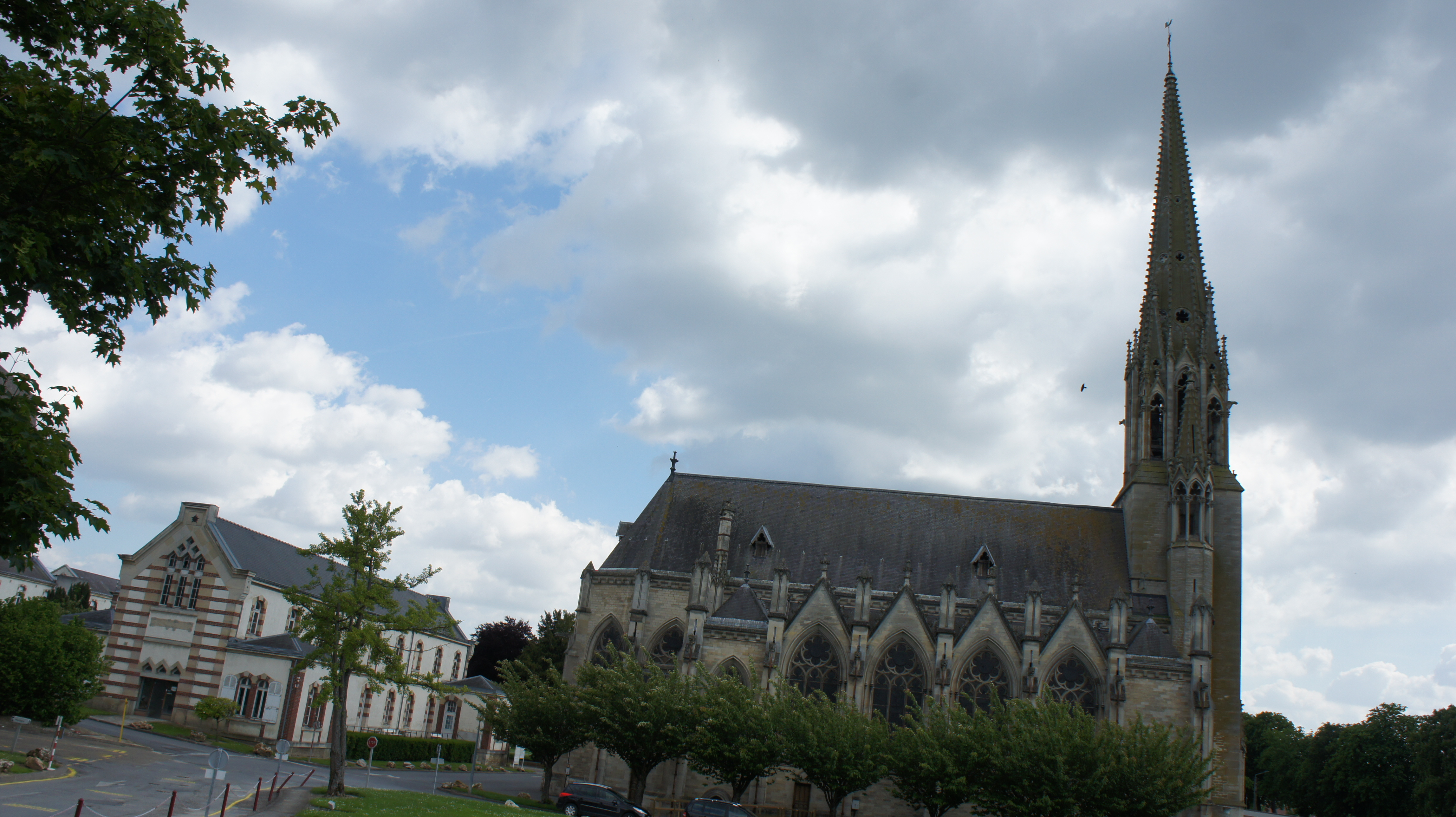
Hôpital Auban-Moët (Épernay)
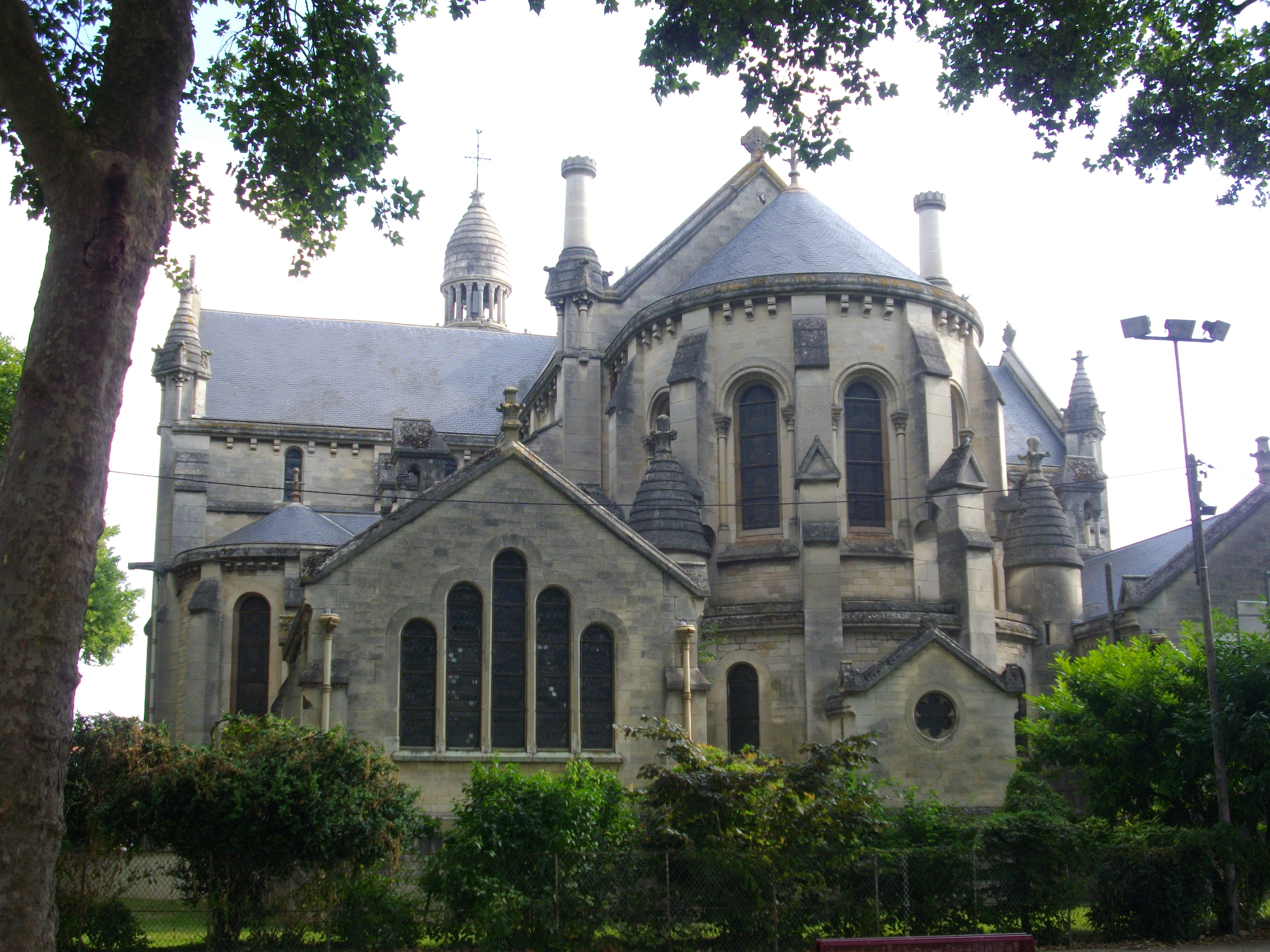
Église Saint-Pierre-et-Saint-Paul (Épernay)
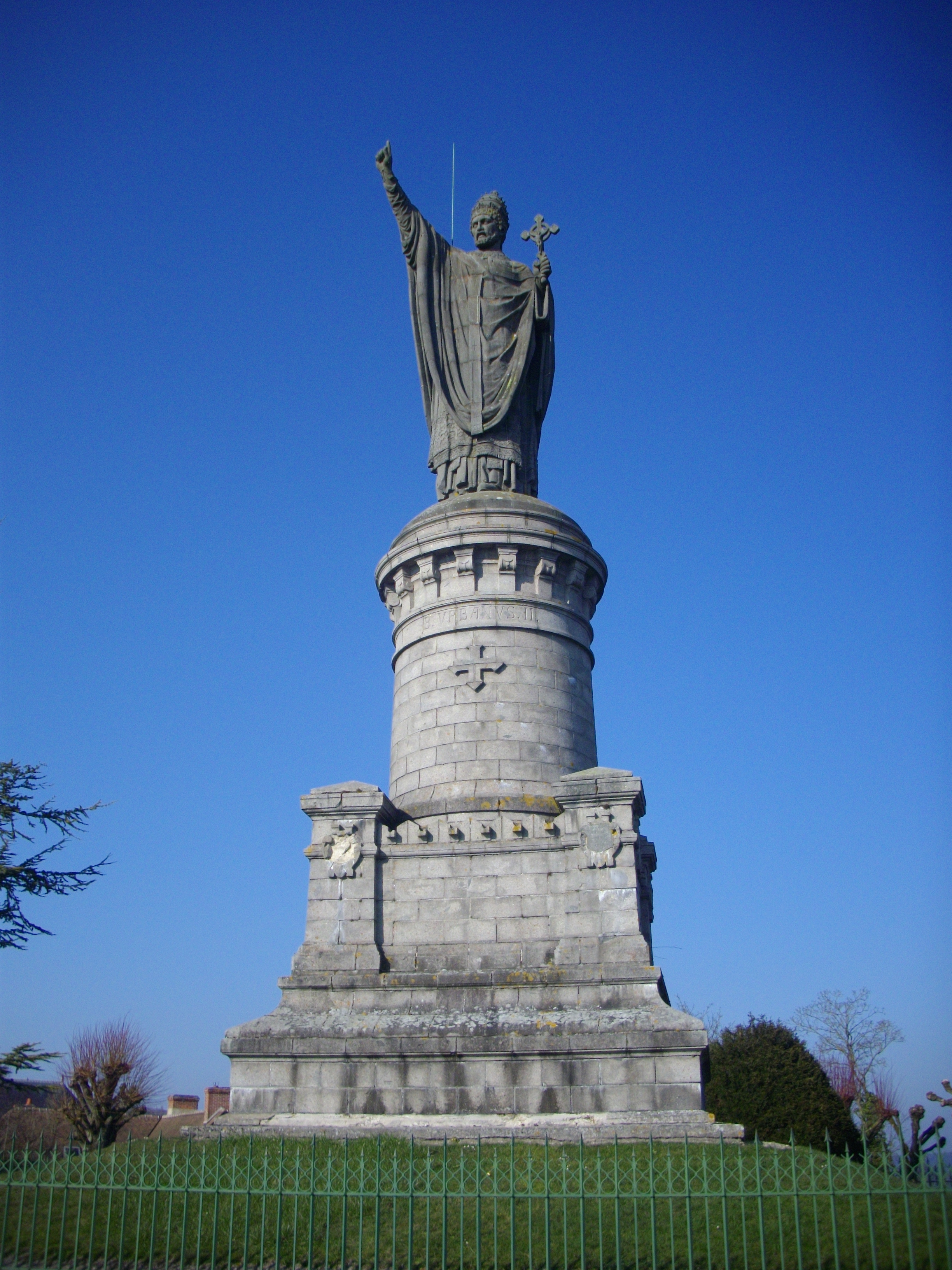
Statue d'Urbain II (Châtillon-sur-Marne)
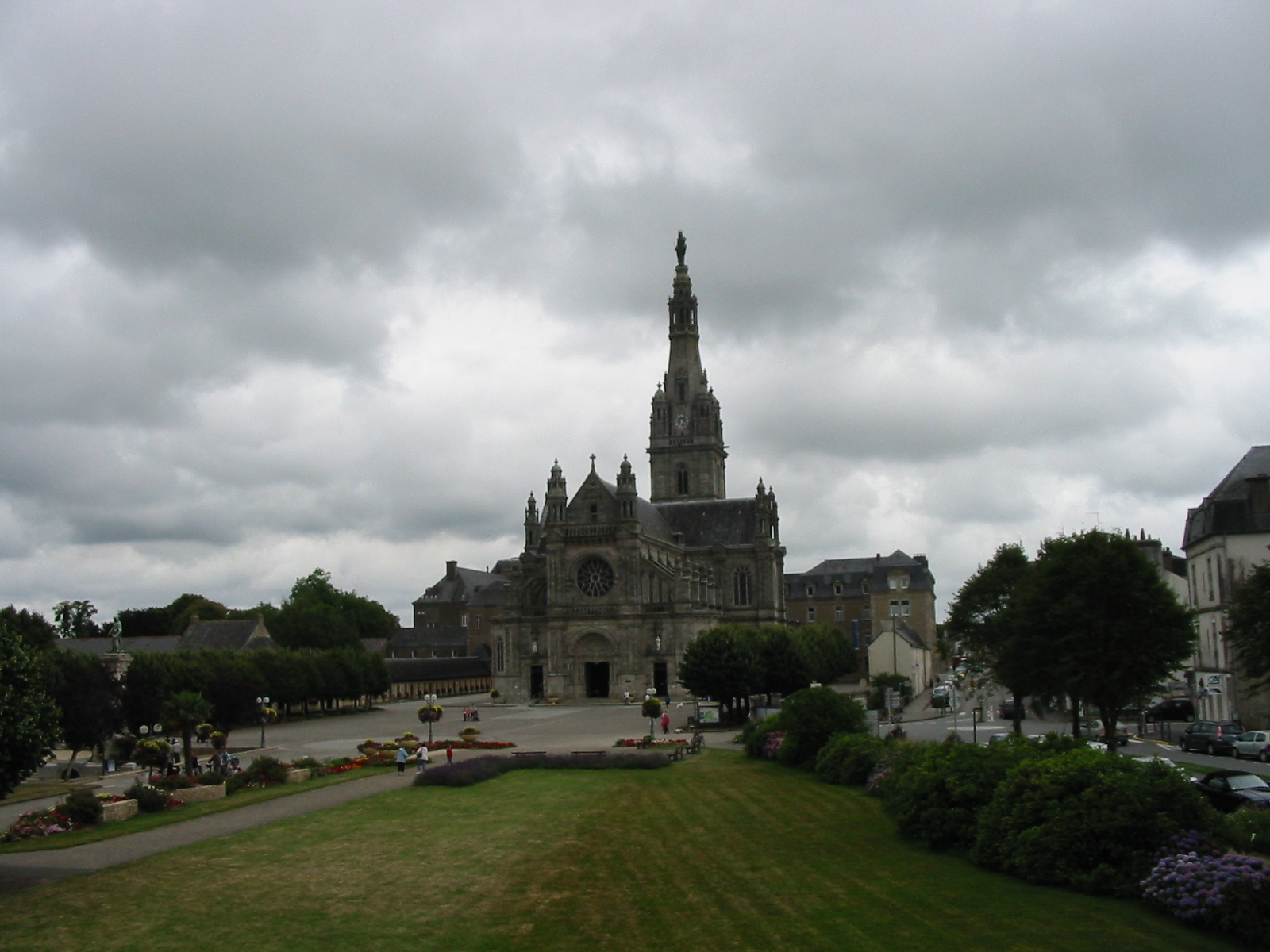
Basilique Sainte-Anne (Sainte-Anne d'Auray)
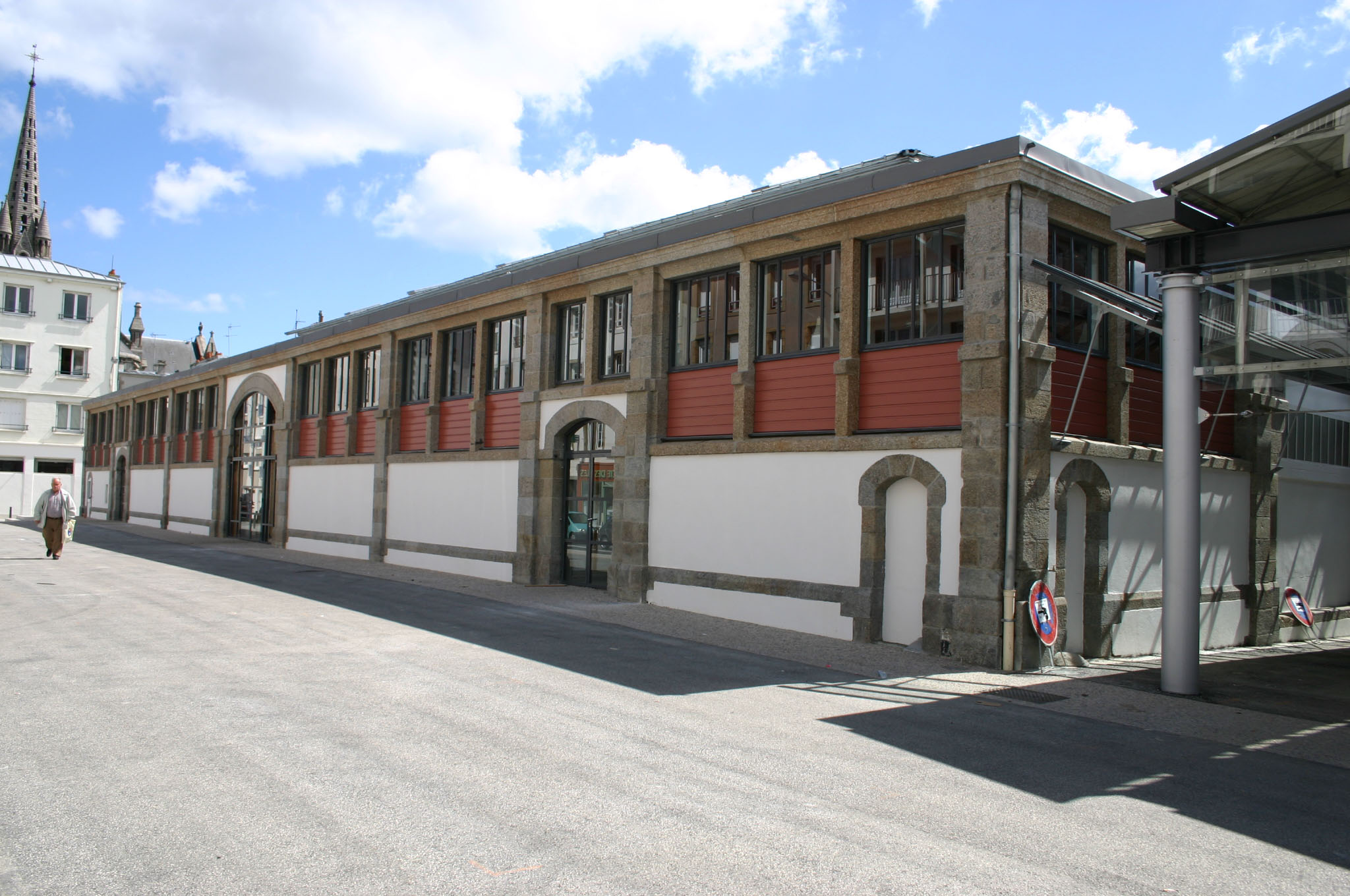
Halles Saint-Martin (Brest)
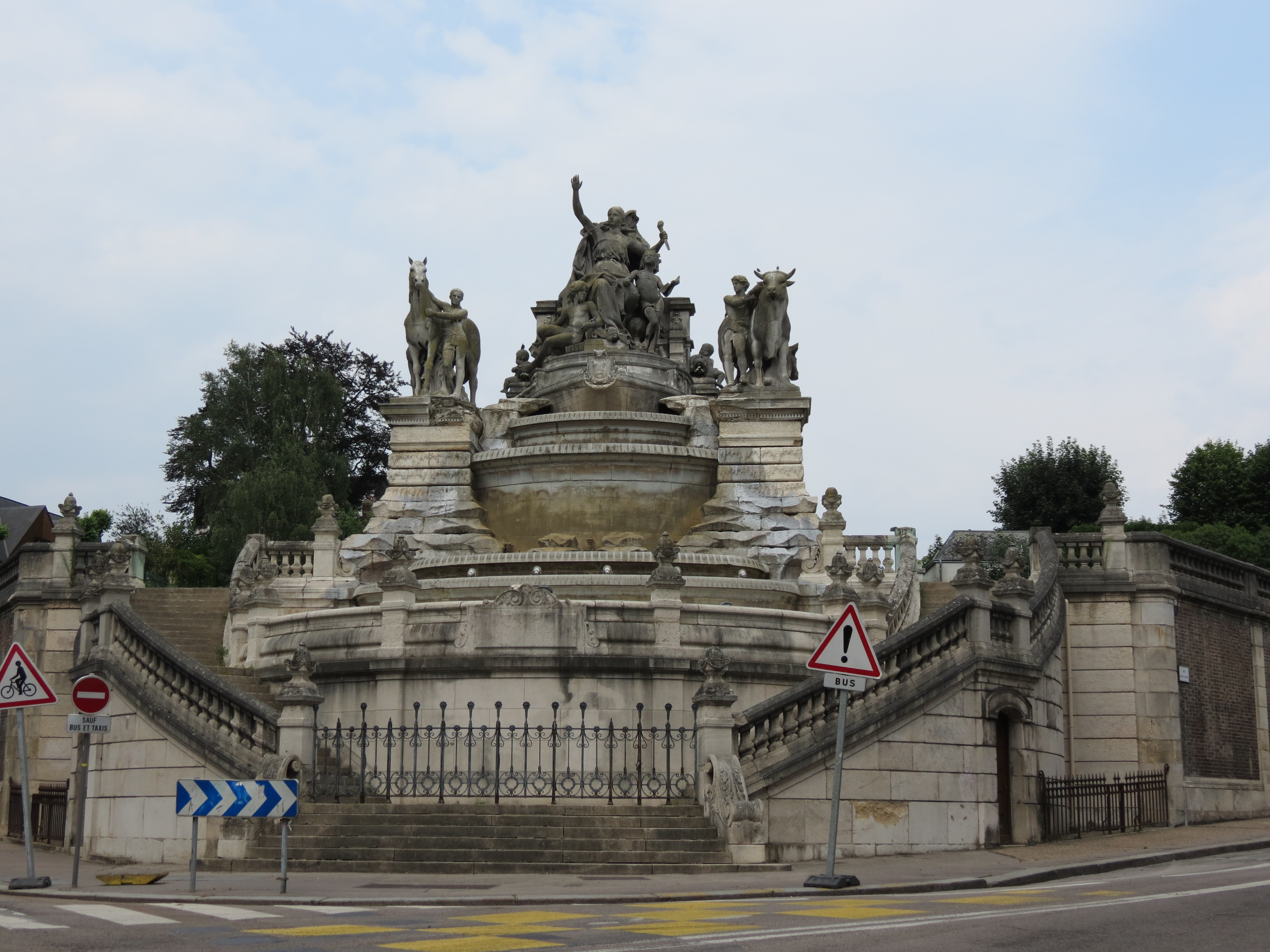
Fontaine-réservoir Sainte-Marie (Rouen)
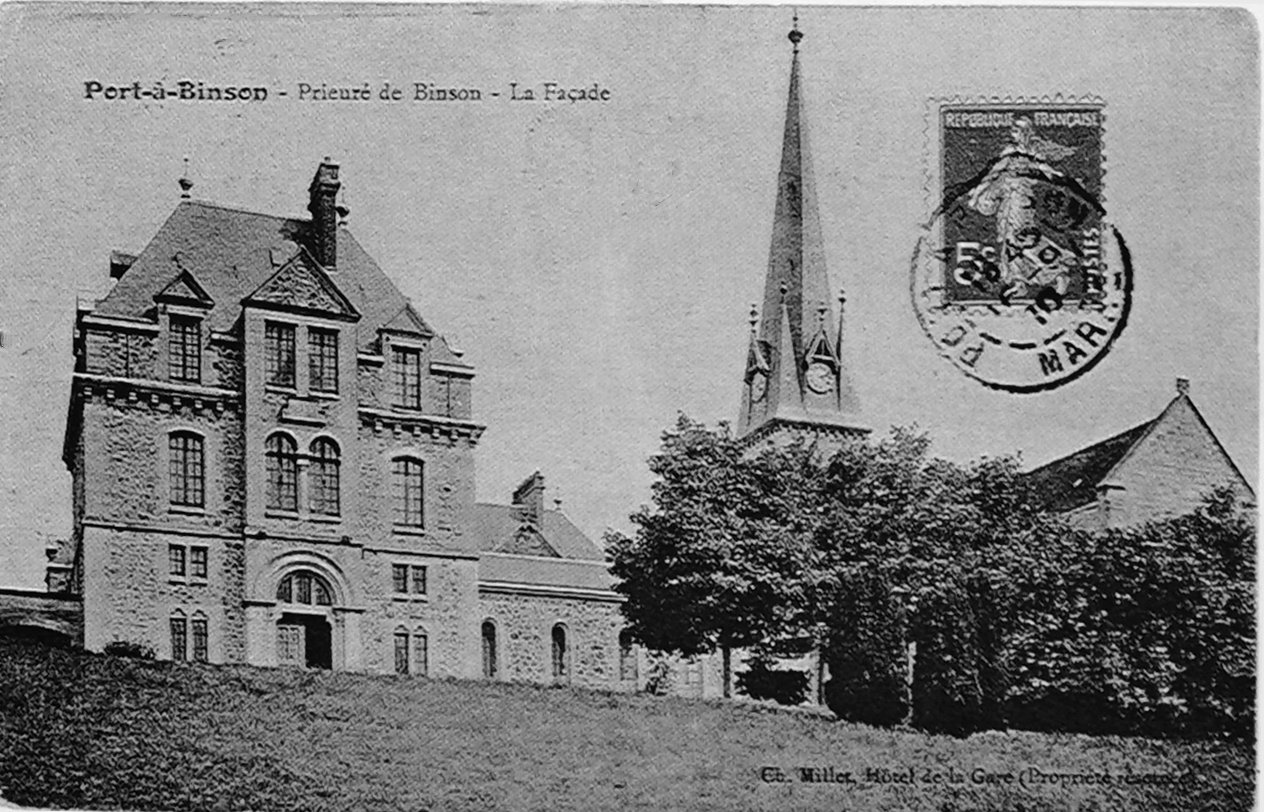
Prieuré de Binson (Châtillon-sur-Marne)
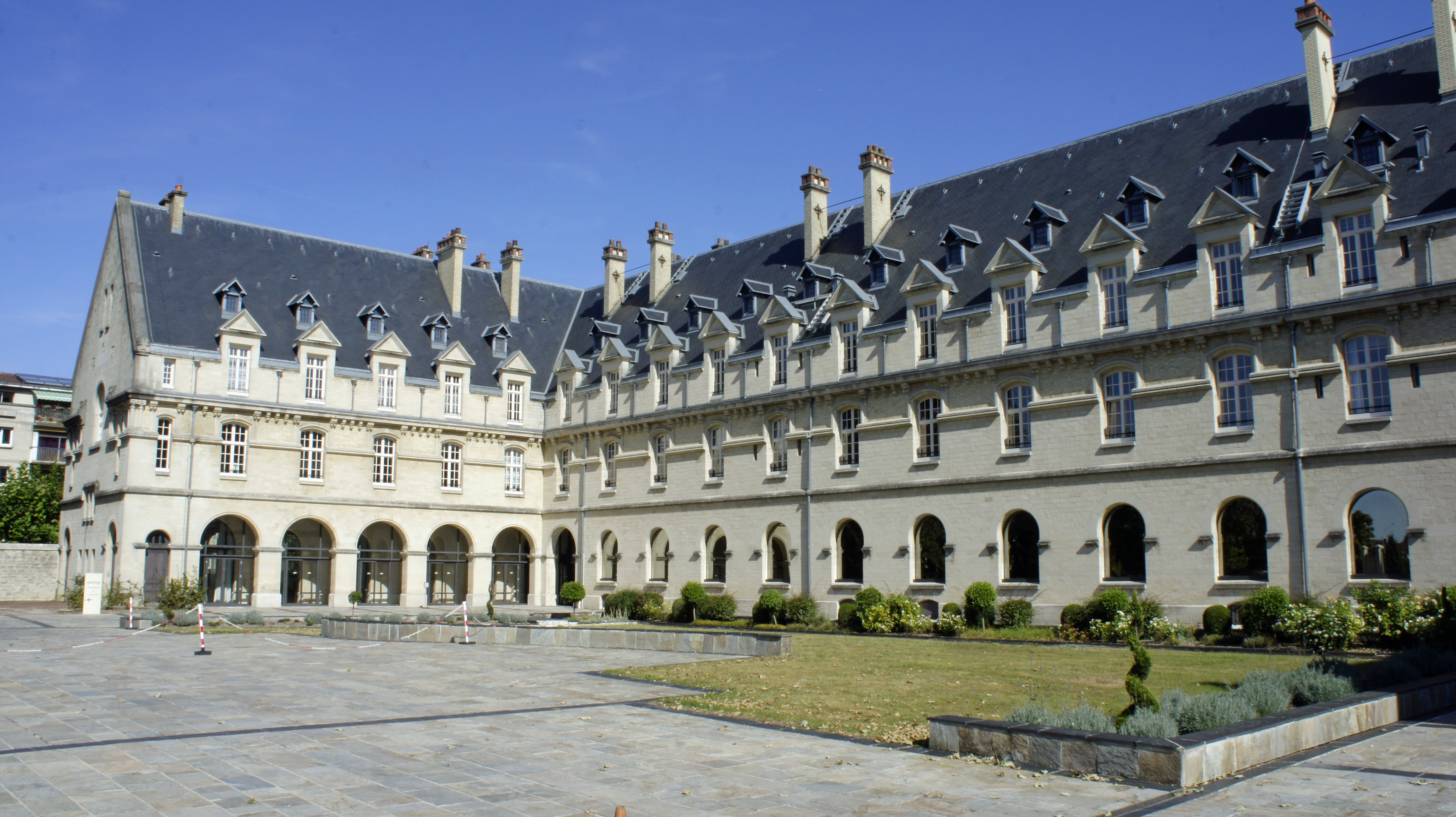
Grand séminaire (Châlons-sur-Marne)
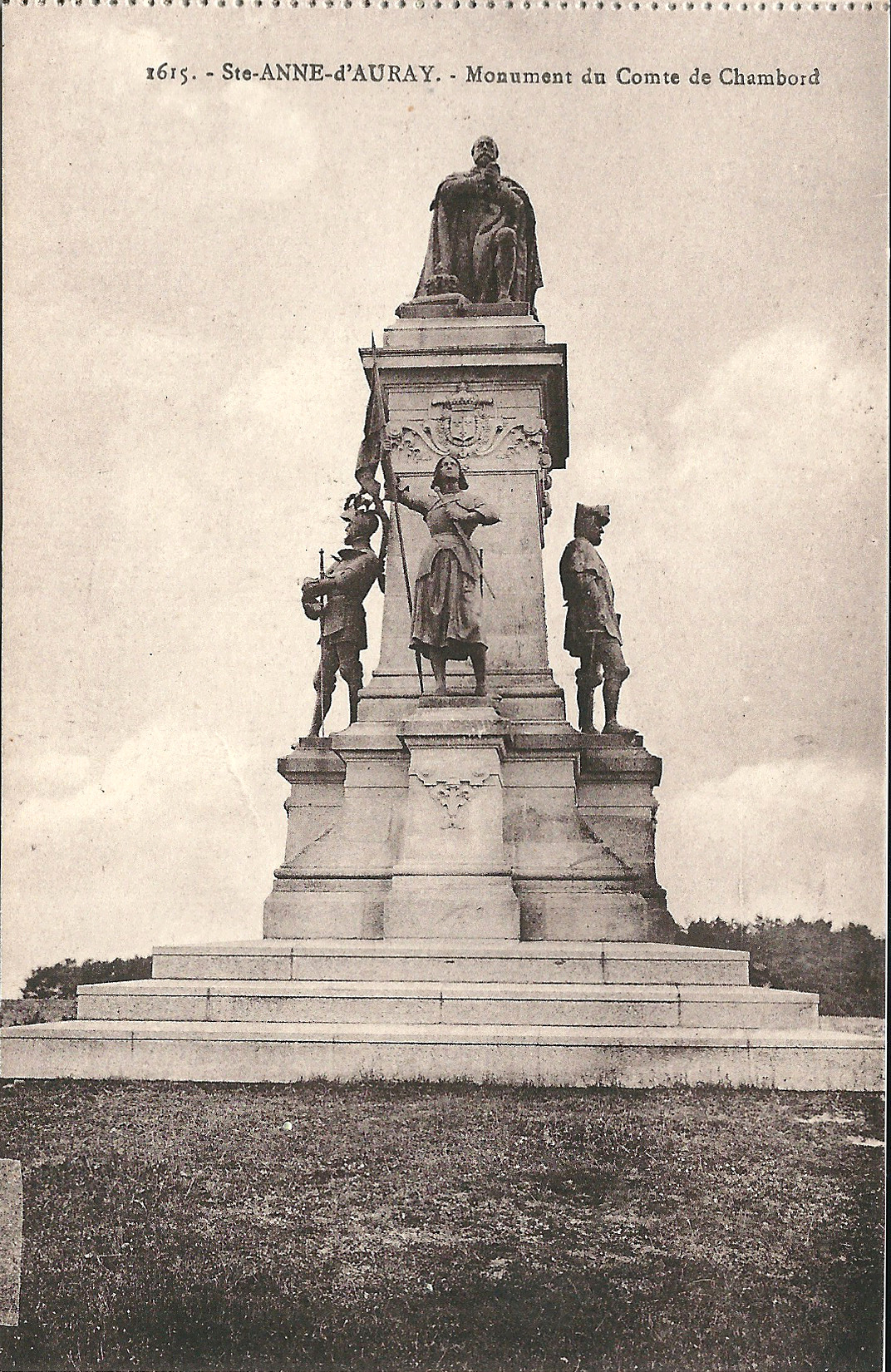
Monument du comte de Chambord (Sainte-Anne-d'Auray)
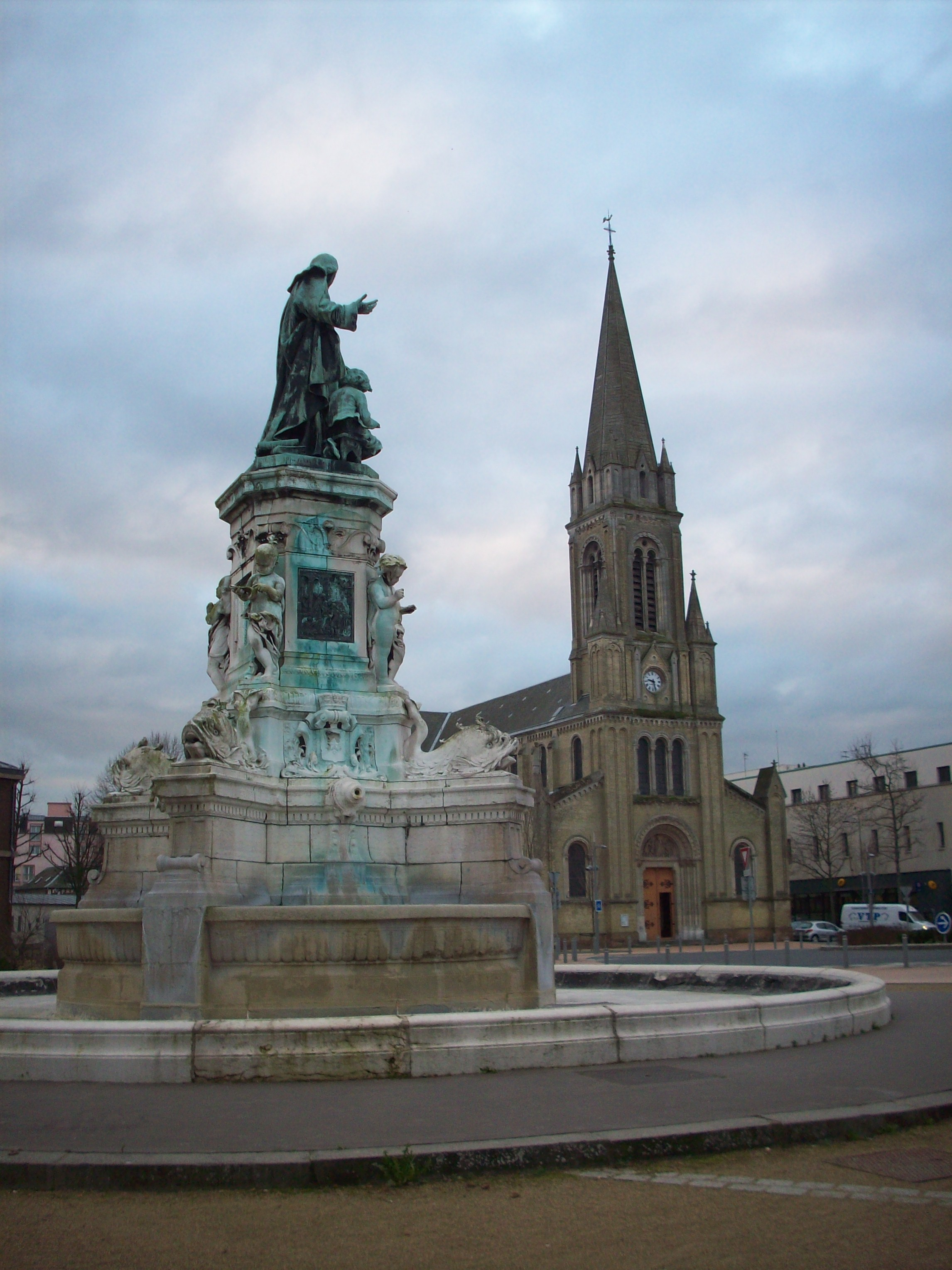
Fontaine Jean-Baptiste de La Salle (Rouen)